# Pietra di Vang
La Pietra di Vang è una pietra runica datata ai primi anni dell'XI secolo d.C. sita in Vang, contea di Innlandet, Norvegia. Questa pietra era originariamente situata all'esterno della stavkirke di Vang, ma nel 1844 il luogo di culto fu smantellato e trasferito a Krummhübel, Germania, e la pietra fu spostata all'esterno della chiesa di Vang, ove tuttora è visitabile.
Il monolito fu realizzato utilizzando una lastra di ardesia irregolare alta circa 2,15 metri, larga fino a 1,25 metri e spessa 8-13 centimetri. Le incisioni artistiche presenti nella parte frontale della pietra appartengono allo stile Ringerikee raffigurano nastri, foglie e un leone. Alcuni pensano che il monolito facesse parte di un portale in pietra, ma non tutti sono d'accordo con questa interpretazione. L'iscrizione runica presente rivela il suo scopo commemorativo.

## Trascrizione in norreno
Gása synir reistu stein þenna eptir Gunnar, bróðurson.

## Traduzione in Italiano
I figli di Gasi innalzarono questa pietra in onore di Gunnarr, (loro) nipote.